# Jesús Viza i Mumbrú
Jesús Viza i Mumbrú (Barcelona, 28 de desembre de 1890 – Barcelona, 17 d'octubre de 1975) fou un advocat català.

## Biografia
Va néixer a la Ronda de Sant Pere de Barcelona, amb avantpassats d'una família de pagesos de Sarrià i fill de l'advocat Vicenç Viza i Martí (1860 – 1926), natural de Mataró, i de Leonor Mumbrú i Ferran (morta el 1943), natural de Don Benito. Jesús Viza casà amb Carme Badrinas i Sala, membre d'una família d'industrials terrassencs. El seu oncle, el jesuïta Lluís Viza i Martí fou destinat a les Filipines, on exercí com a professor de l'Ateneu Municipal de Manila i visqué els darrers dies de la dominació espanyola. Jesús Viza i Mumbrú estudià el primer ensenyament al Col·legi dels Jesuïtes del carrer Casp de Barcelona i Dret a la Universitat de Barcelona.
Advocat dedicat com al seu pare a la compravenda i administració de finques, dedicà també una part de la seva activitat a la protecció dels drets sobre la propietat intel·lectual. Fou vicepresident de l'Agrupació Fotogràfica de Catalunya (1935) i membre actiu de diverses societats esportives i recreatives. Associat al Centre Excursionista de Catalunya des del 1927, el mateix any s'integrà com a vicepresident a la Real Sociedad de Sport Vasco de Barcelona i, el 1928 fou nomenat també vicepresident de la primera junta directiva de la Unió Catalana de Pilota.
Fou detingut per ordre de la Comissaria General d'Ordre Públic el desembre de 1936 i posat en llibertat el març de l'any següent. El seu fill Lluís Viza i Badrinas (1927 – 1986), advocat lligat també a diverses entitats esportives, fou directiu del Futbol Club Barcelona sota la presidència d'Enric Llaudet, Narcís de Carreras i Agustí Montal i Costa, i membre del Comitè de Competició de la Federació Espanyola de Futbol, així com secretari general de la Quinta de Salut l'Aliança i candidat de Centristes de Catalunya - UCD a les primeres eleccions al Parlament de Catalunya de 1980.

## Fons personal
El seu fons personal es conserva a l'Arxiu Nacional de Catalunya. El fons inclou una petita part de la documentació aplegada i produïda per Jesús Viza i Mumbrú, com a resultat de l'herència familiar i de la seva activitat social i professional. Destaca en especial, pel seu valor testimonial, la correspondència rebuda pel seu pare entre 1896 i 1900 del seu germà Lluís, jesuïta destinat a les Filipines que va atendre a la presó l'heroi filipí José Rizal, poc després que li fos comunicada la sentència execució. Les missives proporcionen notícies molt detallades sobre la revolta filipina, la caiguda de Manila i la capitulació davant les tropes nord-americanes. El fons aplega també una petició al bisbe de Barcelona per a la consulta de llibres prohibits (1908), còpia de cartes trameses (amb corresponsals com Joaquim de Nadal i Carles Soldevila) i correspondència professional de Jesús Viza, en particular amb la Sociedad General de Autores de España. Finalment, inclou dues cartes d'Enric Saguer, rector de l'església de Sant Ildefons de Barcelona i una de resposta del director de La Vanguardia i catalanòfob espanyol Luis de Galinsoga, referents a la polèmica sobre l'ús del català a la litúrgia que va acabar amb el seu cessament, després d'una intensa campanya ciutadana contra el diari.